# Castell de Madrid

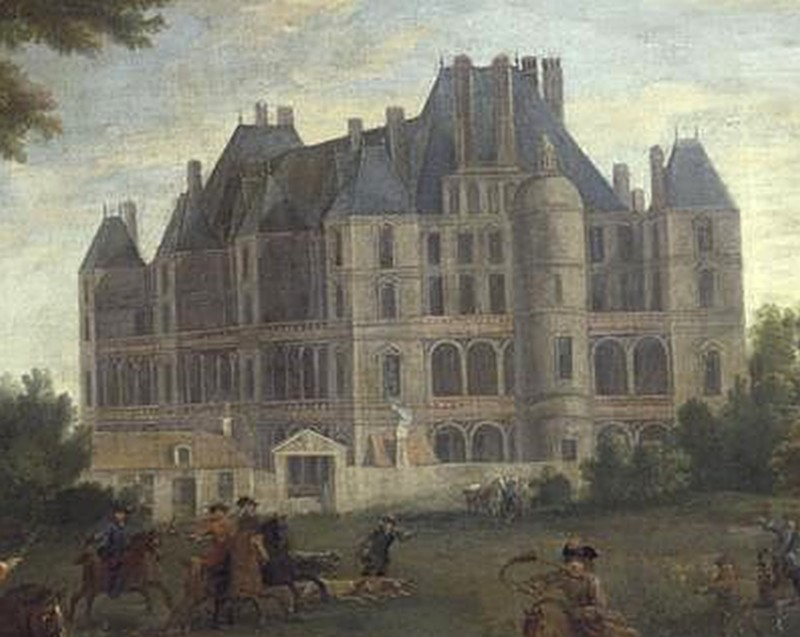
El castell de Madrid cap a 1720

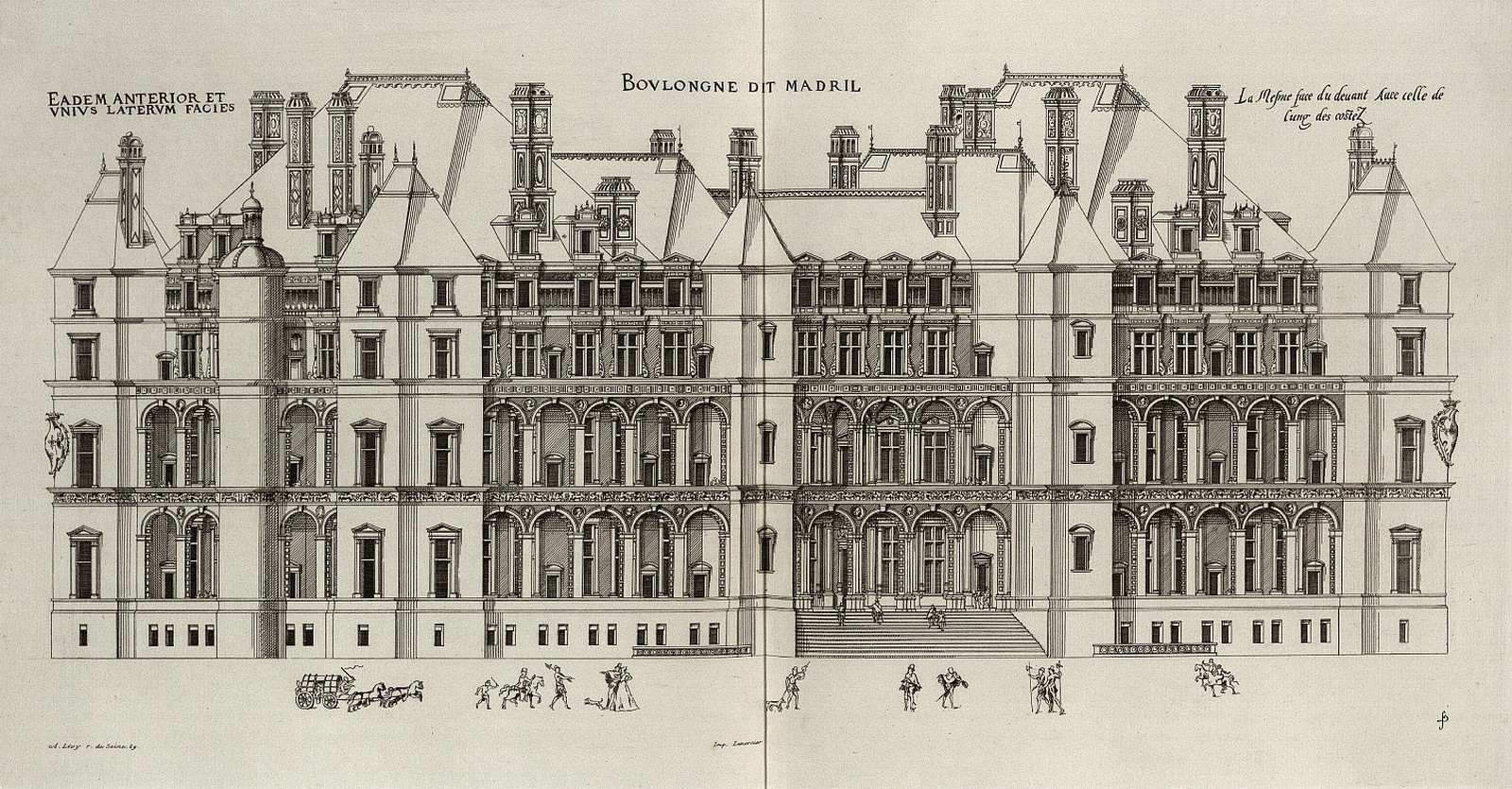
El castell, segons Androuet du Cerceau

El castell de Madrid (Château de Madrid, en francès), originàriament nomenat de Boulogne, va ser construït el 1527 en el Bois de Boulogne a instàncies de Francesc I i completat per Enric II cap a 1552. Es trobava en la comuna actual de Neuilly-sur-Seine, aproximadament entorn de la cantonada del boulevard du Commandant Charcot (n.º 31) i del boulevard Richard Wallace, corresponent actualment a la Porta de Madrid, mentre que els jardins s'estenien fins a la rue du Bois de Boulogne.
La construcció del castell va ser ordenada el 1527 per Francesc I, el qual havia estat capturat en la Batalla de Pavia, el 1525, i mantingut a Madrid durant alguns mesos com a presoner. Al seu retorn a França, el 1526, va trobar el Louvre poc confortable i va desitjar un nou palau.
Els treballs van ser dirigits pel florentí Girolamo della Robbia i els turenesos Pierre Gadier i Gatien François. Es creu que Francesc I va prendre part personalment en el disseny d'aquesta important obra mestra de l'arquitectura renaixentista francesa. A partir de 1548, l'arquitecte Philibert Delorme va assumir la seva direcció. Va ser substituït per Francesco Primaticcio l'any 1559. Es considera que les obres es van completar entre 1568 i 1570.
El projecte es va inspirar probablement en el Palau dels Vargas de la Casa de Campo, una vila recreativa madrilenya on és possible que Francesc I fos confinat durant la seva captivitat, almenys mentre van durar les obres de reparació de les dependències que tenia assignades en el Reial Alcàsser de Madrid. La citada residència va ser aixecada el 1519, a partir de models italians, com els presents en la vila de Boffalora, construïda prop de Busseto, a Itàlia, pel taller de Cristoforo Solari a principis del segle xvi.
Els dos edificis tenien en comú l'estar construïts en la vora d'un bosc, prop d'una gran ciutat i incloure un llarg cos central, flanquejat per grans pavellons cúbics i envoltat per loggies en dues plantes.
Encara que a primera vista el topònim del castell sembla provenir del palau madrileny, el nom de Madrid podria tenir altres orígens, com apunta, entre d'altres, l'historiador Henri Sauval. Els cortesans, davant les freqüents i discretes visites del rei Francesc I al castell de Boulogne, construït just després de la seva tornada de la captivitat a Madrid, van començar a prendre el costum de respondre irònicament davant l'absència del monarca que ell estava a Madrid. D'aquesta manera, el castell de Boulogne va acabar prenent el nom de Madrid, com de fet indica Androuet du Cerceau en les seves obres: «Boulongne dit Madrid» [sic] (en català, «Boulogne nomenat Madrid»).
A aquesta tendència general s'afegeixen les influències italianes, amb la disposició en H de la part central, i franceses, amb l'estructura de pavellons rematats per torres i la distribució interior, sobre la base d'exemples de Chenonceau i Chambord, represa més tard en els de La Muette i Challeau.
La celebritat del castell es deu també, en gran part, a la rica decoració amb majòliques en alts relleus, amb la qual Della Robbia havia recobert gairebé la totalitat de la façana -i com a resultat va ser també conegut com a «Château de Faiança»-, així com a la sumptuositat de la decoració interior.
El 1666 Jean Hindret va fundar la manufactura del Castell de Madrid per teixir mitges de seda.
El castell va ser abandonat pels Borbó durant els segles XVII i XVIII, adquirint un estat ruïnós poc abans de la Revolució. El 1787 una sentència del Consell (arrêt du Conseil) signada per Lluís XVI va ordenar la seva venda amb vista a ser demolit, juntament amb diversos altres dominis, inclòs el castell de la Muette, el castell de Vincennes i el castell de Blois. El Castell de Madrid va ser concedit el 27 de març de 1793 a una societat contractista de demolició que pagaria en assignats. Actualment no es conserva més que un gran capitell de pedra, trenta fragments de ceràmica es conserven Museu Carnavalet i tres en el Museu Nacional de Ceràmica a Sèvres.

## Detalls interiors

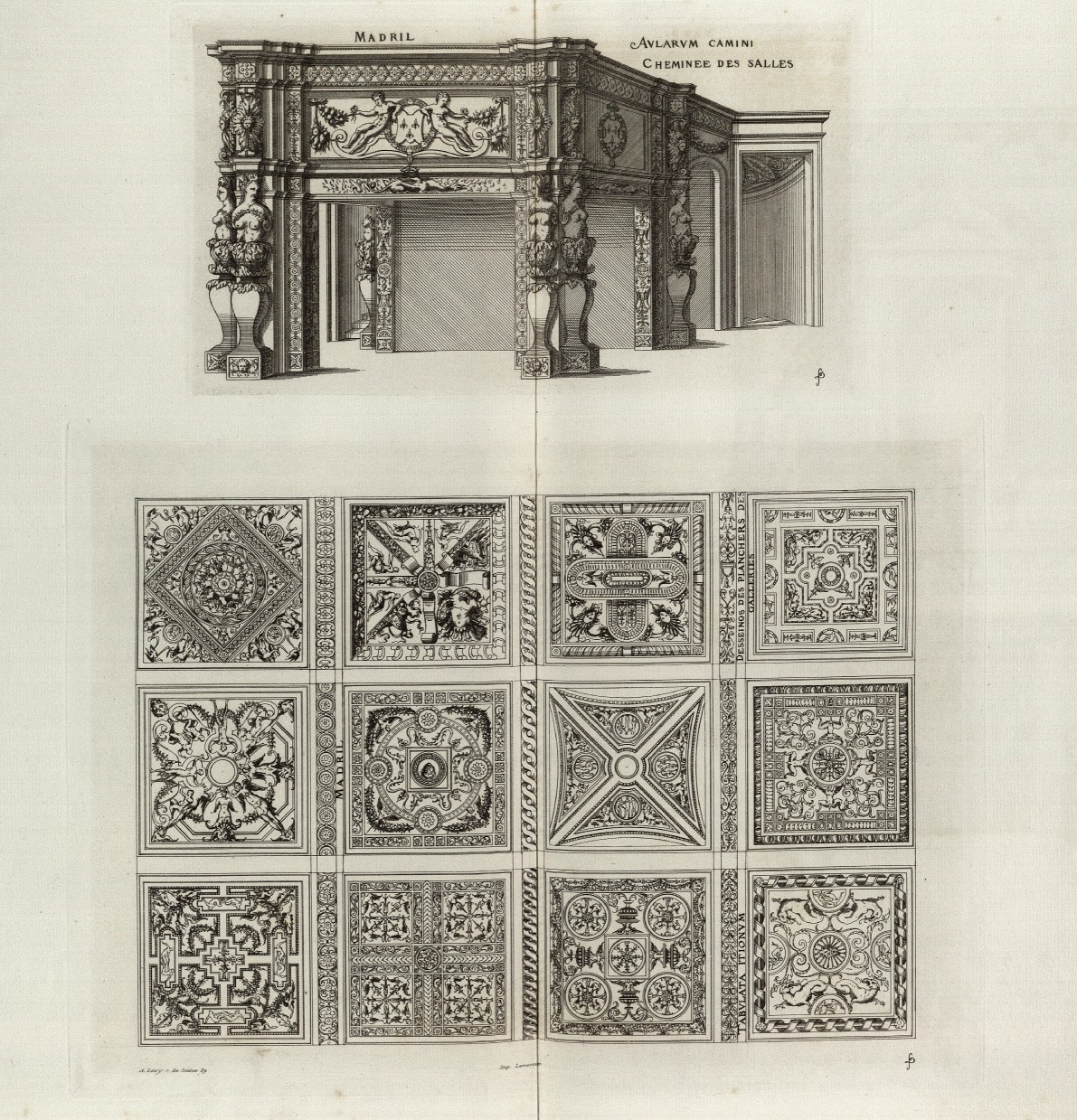
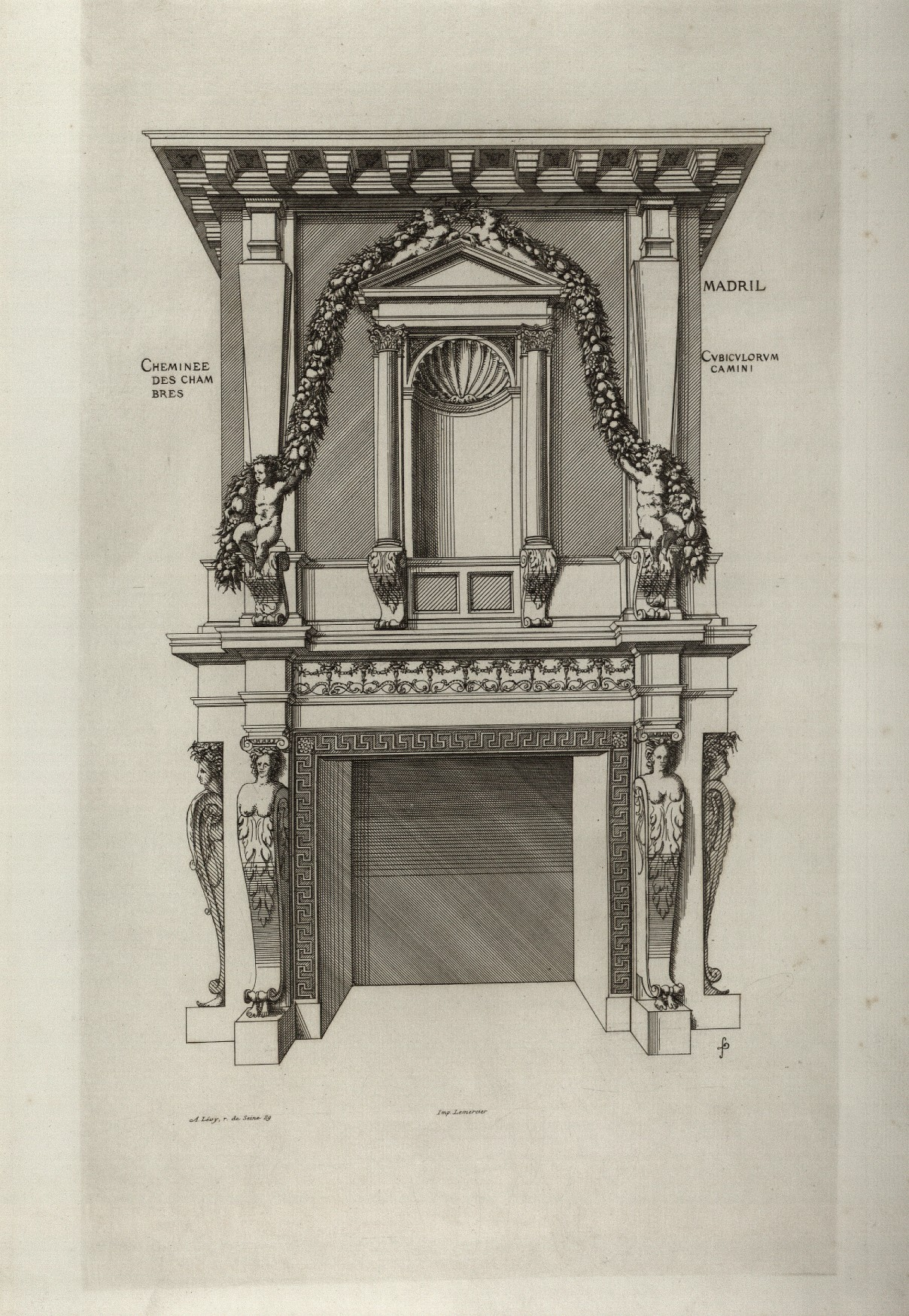
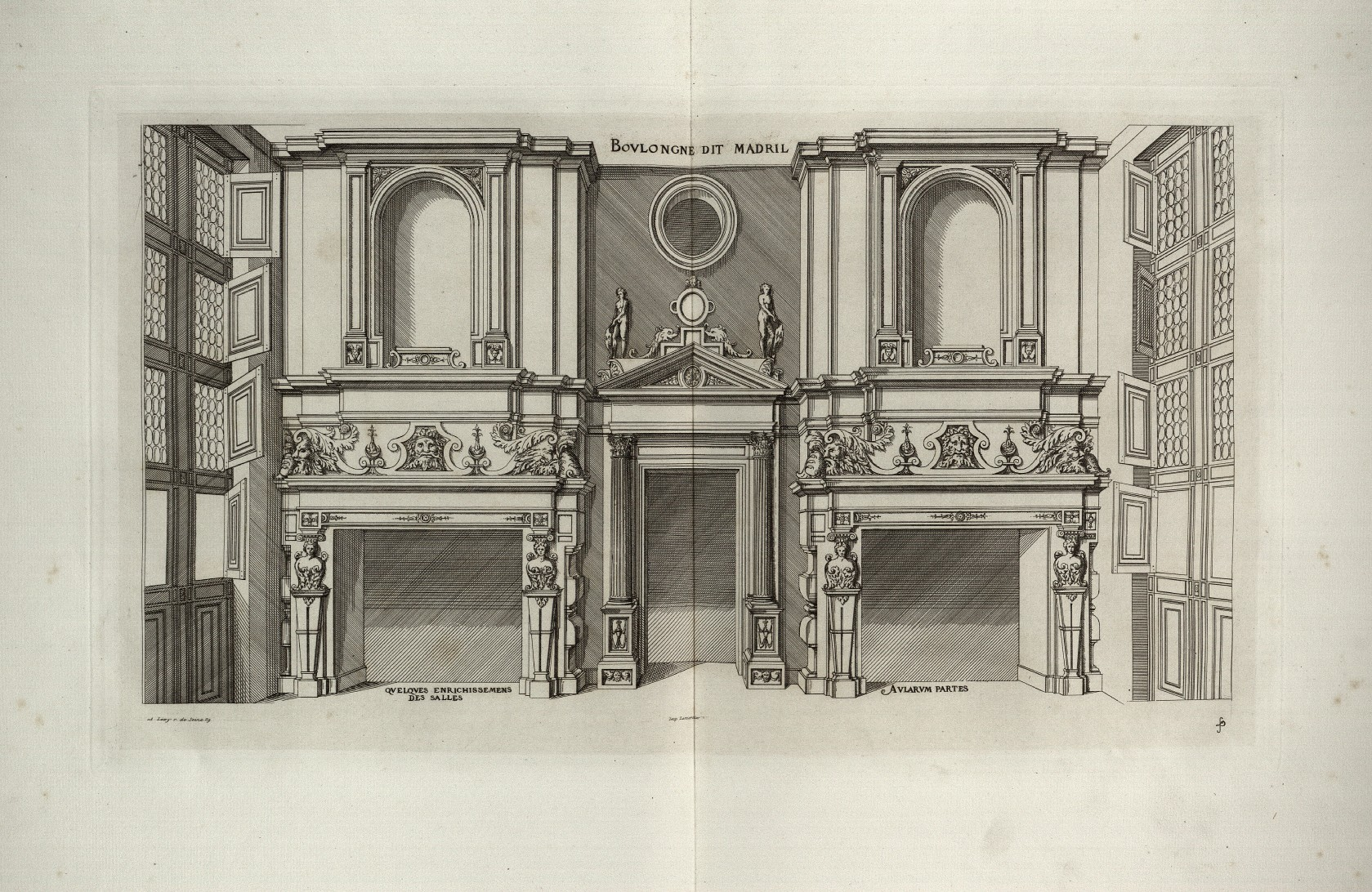
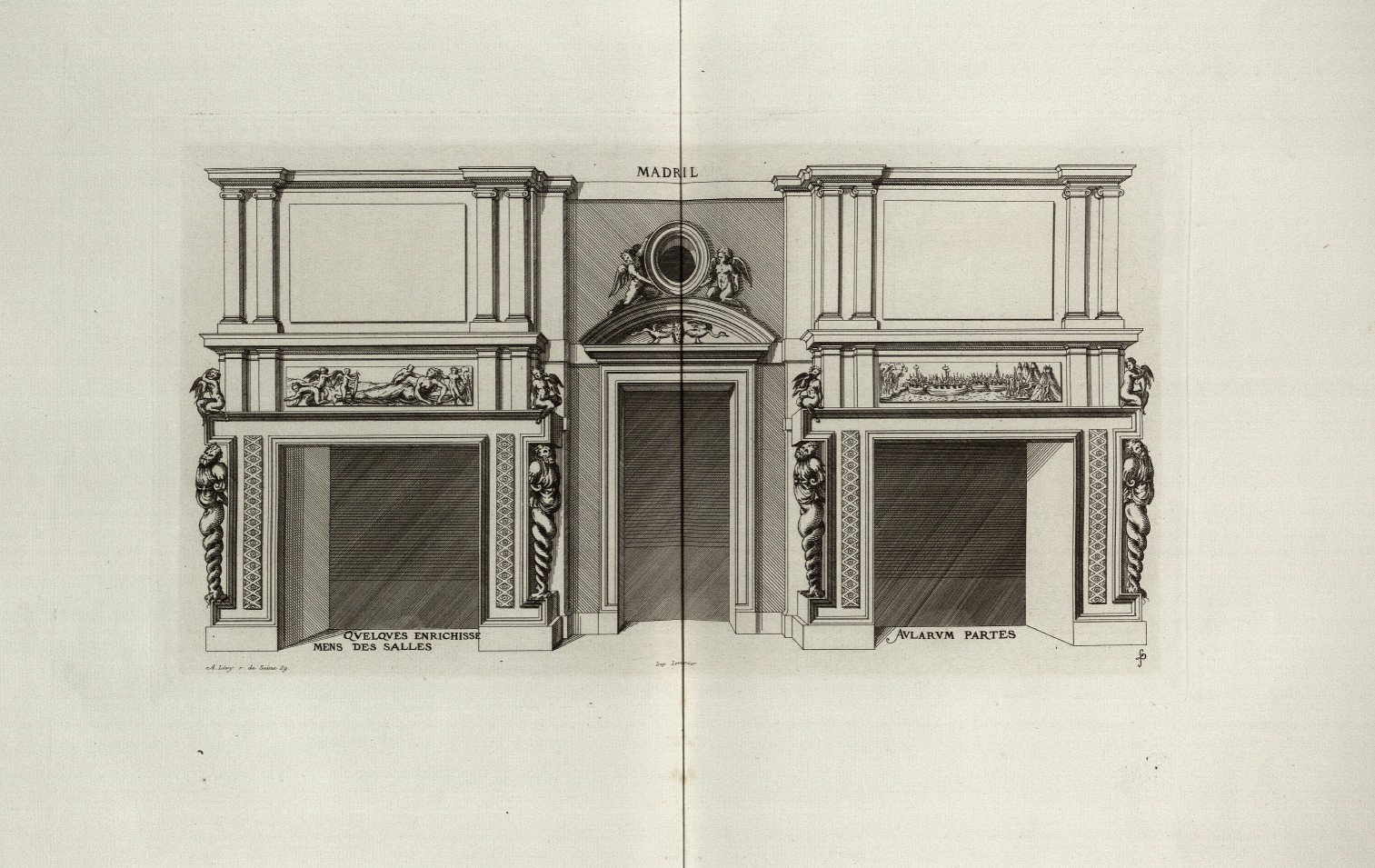
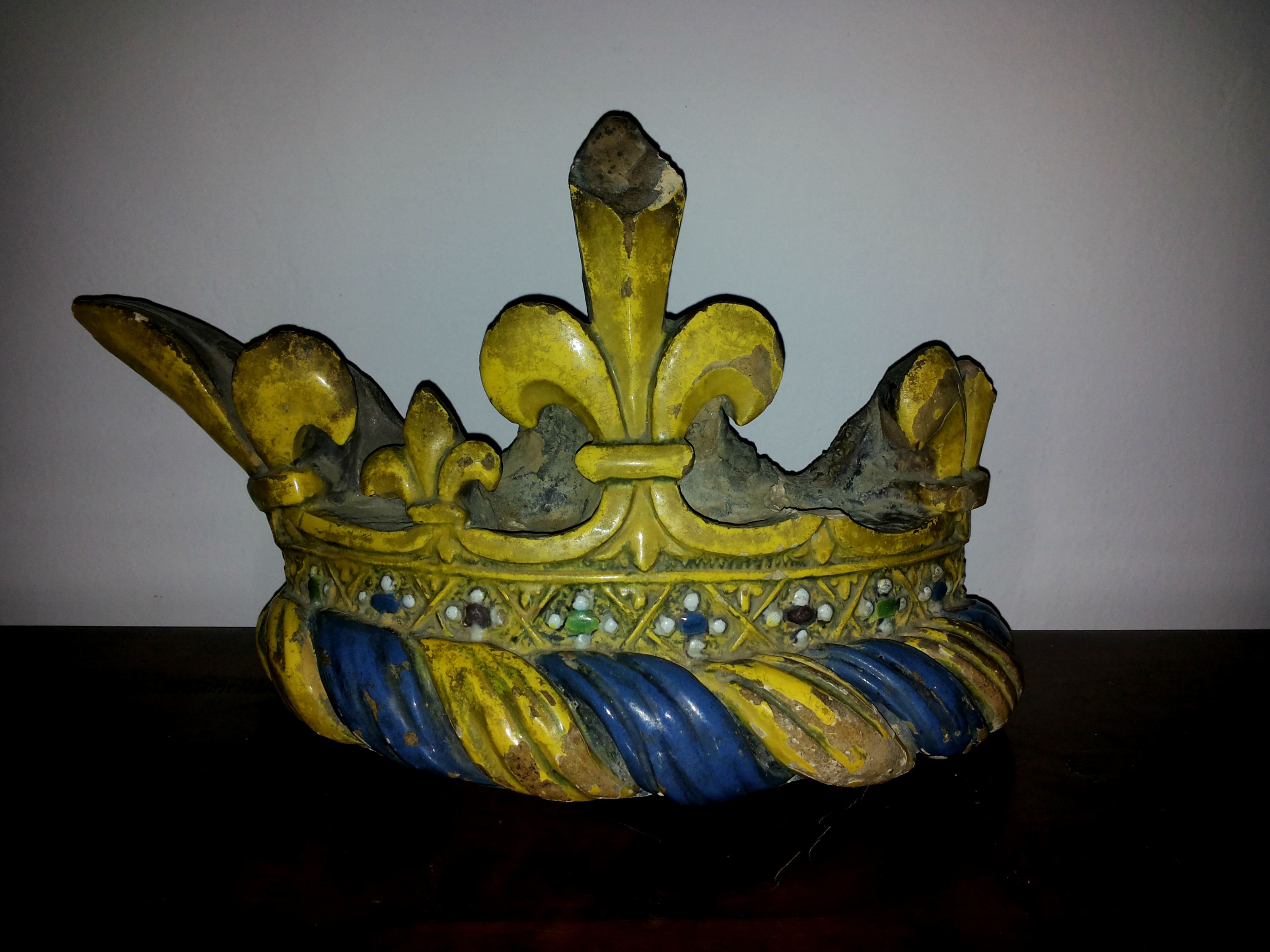